# Curtara cornuta
Curtara cornuta är en insektsart som beskrevs av Freytag 2005. Curtara cornuta ingår i släktet Curtara och familjen dvärgstritar. Inga underarter finns listade i Catalogue of Life.